# 원호문

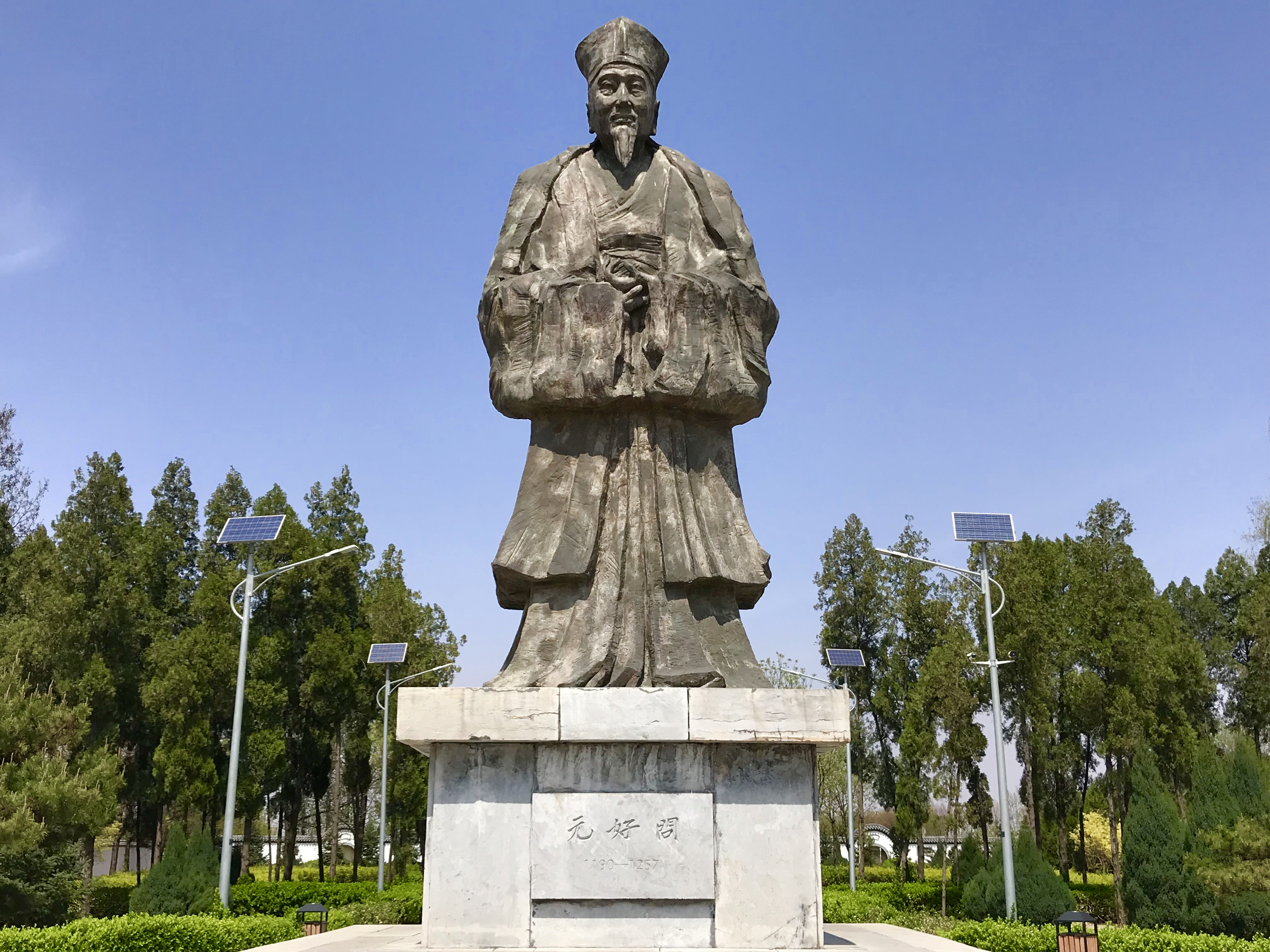
중국 산시성 신저우시에 건립된 원호문 동상

원호문(중국어 간체자: 元好问, 정체자: 元好問, 병음: Yuán Hàowèn 위안하오원[*], 1190년 8월 10일 ~ 1257년 10월 12일)은 중국 북방에서 약 1세기간 계속된 금(金)왕조 제1의 시인이다. 자는 유지(裕之), 호는 유산(遺山)이다.
당의 시인 원결(元結)의 자손으로서 산시성 타이위안(太原)에서 출생, 금나라 최후의 천자(天子)인 애종(哀宗)을 섬겼고, 좌우사원외랑(左右司員外郞)까지 지냈다. 44세 때, 금이 멸망하고 원(元)이 세워졌으나, 벼슬하지 않고 세상 사람들로부터 문호로서의 존경을 받으면서 금의 역사 편찬을 평생의 보람으로 삼으며 자적(自適)의 생활을 보냈다.
그의 시는 소학(蘇學)을 계승하는 자각에 입각하여 도연명, 두보, 소식, 황정견의 시를 잘 익혔고, 중후하며 때로는 난해하다. 그는 안이한 언어의 나열을 싫어하고, 고인(故人)의 생명이 깃들여 있는, 전거(典據) 있는 고어에 새로운 입김을 불어넣어서, 언어 조형의 긴밀한 아름다움을 발휘했다. 그러한 의미에서 당송시(唐宋詩)의 장점을 모아 대성시킨 시인이라고 하겠다.
한편 금나라 일대 시인의 작품을 모아서 《중주집(中州集)》을 만들었다. 그것은 후의 명말(明末) 청초(淸初)의 시인인 전겸익(錢謙益)에게 커다란 영향을 주었다.

## 관련 논문
- 양은선, 〈元好問 詩歌의 탈경계적 상상력 연구: 서사적 구성과 장르적 변용을 중심으로〉, 고려대학교 대학원 중일어문학과 박사학위 논문, 2019년 8월
- 지세화, 〈元好問 《中州集》 ‘小傳’의 서술 방식 연구 - ‘小傳’ 중 해당 인물의 詩歌 創作에 대한 評價 부분을 중심으로 -〉, 《중국연구》 85, 한국외국어대학교 중국연구소, 2020년
- 양은선, 〈금(金)·원(元) 시기 사대부들의 도교 문화 연구—원호문(元好問)의 《속이견지(續夷堅志)》를 중심으로〉, 《중국어문논총》 114, 중국어문연구회, 2023년
- 지세화, 〈元好問의 《詩文自警》 ‘15則’ 考察〉, 《중국학연구》 105, 중국학연구회, 2023년